# Entlebucher Sennenhund
Der Entlebucher Sennenhund ist eine von der FCI anerkannte Schweizer Hunderasse (FCI-Gruppe 2, Sektion 3, Standard Nr. 47).

## Beschreibung
Der Entlebucher Sennenhund ist mit einer Grösse von bis zu 52 cm und 20–30 kg Gewicht der kleinste der vier Sennenhund-Rassen, zu denen auch der Appenzeller Sennenhund, der Berner Sennenhund sowie der Grosse Schweizer Sennenhund gehören. Sein Fell ist stockhaarig, das Deckhaar ist kurz, fest anliegend, hart und glänzend, dichte Unterwolle, dreifarbig: Grundfarbe schwarz mit möglichst symmetrischen (gelb- bis bräunlich-rostroten) lohfarbenen und weissen Abzeichen. Die Ohren sind hängend, nicht zu gross; hoch und relativ breit angesetzt. Besonders auffällig ist der ungewöhnlich lange und meist kräftige Rücken des Entlebuchers.
Der Entlebucher Sennenhund ist ein Treib- und Hütehund. Er ist als Sporthund geeignet und kommt als Rettungs- oder Lawinenhund zum Einsatz. Ausserdem kann er vom Wesen her als Schul- oder Therapiehund sehr wertvolle soziale Dienste leisten.
In Teilen Europas ist seit einigen Jahren das Kupieren von Ruten verboten. Deshalb tragen die Entlebucher Sennenhunde heute eine längere Rute (gerade, hängend; nicht geringelt wie beim Appenzeller). Knapp 10 % der Entlebucher kommen mit angeborener Stummelrute auf die Welt.

## Wesen

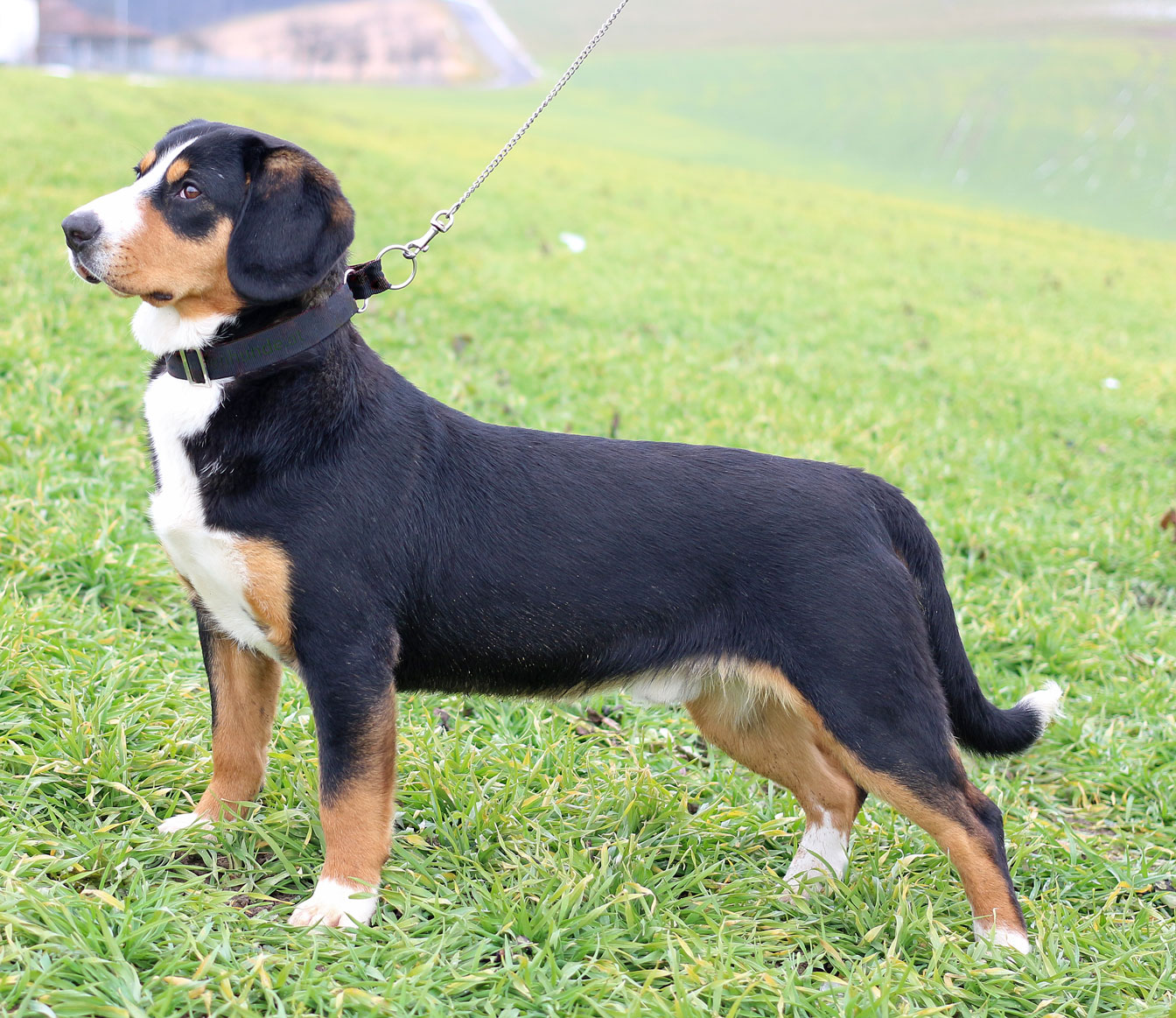
Entlebucher Sennenhund

Der Entlebucher ist ein sehr lebhafter und temperamentvoller Hund. Er ist sehr flink und wendig. Deshalb ist es wichtig, ihn ausreichend zu beschäftigen. Dazu eignen sich Hundesportarten wie Agility, Breitensport oder Fährtenarbeit besonders gut. Entlebucher brauchen eine liebevolle, aber konsequente Erziehung.

## Lebenserwartung
Der Entlebucher hat eine Lebenserwartung von 12–14 Jahren. In Einzelfällen sind auch ältere Hunde bekannt. Der bisher älteste im Schweizer Sennenhunde Verein Deutschlands (SSV) gemeldete Entlebucher ist mit 17 Jahren und über 2 Monaten die in der Schweiz am 25. Januar 2004 geborene und am 11. April 2021 im Südschwarzwald verstorbene Hündin Kimba von der Sonnenwand. Zuvor war die 1980 in Österreich geborene Lisl vom Kasamandl, die knapp 17 Jahre alt wurde, der älteste beim SSV Deutschland gemeldete bekannte Entlebucher Sennenhund Deutschlands.

## Krankheiten
Trotz der geringen Körpergrösse des Entlebucher Sennenhundes treten bei ihm Hüftgelenksdysplasie (HD) sowie erbliche Augenkrankheiten auf; in erster Linie Katarakt (Grauer Star) und Progressive Retinaatrophie (PRA).
Eine weitere bei Entlebucher Sennenhunden gehäuft auftretende Krankheit ist die Goniodysplasie, eine Missbildung des Kammerwinkels im Auge. Dies kann dazu führen, dass die Augenflüssigkeit nicht ordnungsgemäss abfliessen kann und der Augendruck rasant ansteigt (Glaukom). Wird das nicht schnellstmöglich erkannt, kann es bei starker Ausprägung vorkommen, dass der Hund erblindet.
Die Goniodysplasie ist erblich, der genaue Erbgang ist nicht bekannt. Nach den Richtlinien des American College of Veterinary Ophthalmology wird ein Zuchtausschluss betroffener Hunde empfohlen.
Die Kurzschwänzigkeit des Entlebucher Sennenhunds wird allgemein als dominant über die normale Schwanzlänge betrachtet und ist in der reinerbigen Form ein Letalfaktor. Kurzschwänzige Entlebucher Sennenhunde sollten daher nicht miteinander verpaart werden.